# Warsaw (Indiana)
Warsaw is een plaats (city) in de Amerikaanse staat Indiana, en valt bestuurlijk gezien onder Kosciusko County.

## Demografie
Bij de volkstelling in 2000 werd het aantal inwoners vastgesteld op 12.415.
In 2006 is het aantal inwoners door het United States Census Bureau geschat op 13.082, een stijging van 667 (5.4%).

## Geografie
Volgens het United States Census Bureau beslaat de plaats een oppervlakte van
29,9 km², waarvan 27,1 km² land en 2,8 km² water.

## Geboren
- John McMartin (1929), acteur

## Plaatsen in de nabije omgeving
De onderstaande figuur toont nabijgelegen plaatsen in een straal van 16 km rond Warsaw.